# VolkerWessels Women's Pro Cycling Team
El VolkerWessels Women's Pro Cycling Team (código UCI: VWT) es un equipo ciclista femenino de los Países Bajos de categoría UCI Women's Continental Teams, segunda categoría femenina del ciclismo en ruta a nivel mundial.

## Material ciclista
El equipo utiliza bicicletas Carrera y componentes 

## Clasificaciones UCI
Las clasificaciones del equipo y de su ciclista más destacado son las siguientes:
| Temporada | Clasificación por equipos | Mejor corredora | Posición |
| 2016      | 20.º                      | Jip Van Den Bos | 92.ª     |
| 2017      | 20.º                      | Eva Buurman     | 67.ª     |

## Palmarés
Para años anteriores véase: Palmarés del VolkerWessels Women's Pro Cycling Team.

### Palmarés 2025

#### UCI WorldTour
| Fechas | Carreras | Ganadora |

#### UCI ProSeries
| Fechas | Carreras | Ganadora |

#### Calendario UCI Femenino
| Fechas      | Carreras                                  | Ganadora        |
| 23 de marzo | Midwest Cycling Classic                   | Scarlett Souren |
| 9 de abril  | Tour de la Región de los Países del Loira | Anneke Dijkstra |
| 1 de mayo   | 1.ª etapa de la Gracia                    | Marieke Meert   |
| 9 de mayo   | La Classique Morbihan                     | Eline Jansen    |
| 6 de julio  | Clásica Argenta-Deurne                    | Scarlett Souren |

#### Campeonatos nacionales
| Fechas | Carreras | Ganadora |

## Plantillas
Para años anteriores, véase Plantillas del VolkerWessels Women's Pro Cycling Team

### Plantilla 2023
| Integrantes del equipo 2023               | Integrantes del equipo 2023 | Integrantes del equipo 2023       | Integrantes del equipo 2023 |
| Corredor                                  | Fecha de nacimiento         | Equipo previo                     |                             |
| ----------------------------------------- | --------------------------- | --------------------------------- | --------------------------- |
| Nicole Frain                              | 24 de agosto de 1992        | RoxSolt Liv Sram (2022)           |                             |
| Femke Gerritse                            | 14 de mayo de 2001          |                                   |                             |
| Pien Limpens                              | 24 de febrero de 2001       |                                   |                             |
| Laura Molenaar                            | 26 de febrero de 2002       | WV Schijndel (2022)               |                             |
| Lieke Nooijen                             | 20 de julio de 2001         |                                   |                             |
| Meis Poland                               | 21 de diciembre de 2004     |                                   |                             |
| Quinty Schoens                            | 12 de febrero de 1999       | Watersley R&D Cycling Team (2021) |                             |
| Scarlett Souren                           | 4 de diciembre de 2003      | WV Schijndel (2022)               |                             |
| Julia Van Bokhoven                        | 1 de abril de 2001          |                                   |                             |
| Rosalie Van der Wolf (1 de ene–17 de may) | 11 de marzo de 2001         | Multum Accountants (2021)         |                             |
| Kirstie van Haaften                       | 21 de enero de 1999         | Ciclotel (2020)                   |                             |
| Lisa Van Helvoirt                         | 25 de julio de 2002         | WV Schijndel (2022)               |                             |
| Anne Van Rooijen                          | 4 de junio de 2000          | WV Schijndel (2021)               |                             |
| Sofie van Rooijen                         | 13 de julio de 2002         |                                   |                             |
| Marith Vanhove                            | 7 de marzo de 2003          | WV Schijndel (2021)               |                             |
| Margot Vanpachtenbeke                     | 2 de febrero de 1999        |                                   |                             |
|                                           |                             |                                   |                             |
| Fuente: ProCyclingStats                   |                             |                                   |                             |